# حسن عميد
حسن عميد ( الفارسية: حسن عمید؛ 1910–1979) كان معجميًا وكاتبًا وصحفيًا إيرانيًا.

## الحياة والأنشطة
وُلد حسن عميد عام 1910 في مدينة مشهد، بمحافظة خراسان في إيران. أكمل تعليمه في مشهد، وأصبح عضوًا في جمعية أنجمان أدبية. بدأ مسيرته المهنية في الصحافة والكتابة والمعجمية في تلك السنوات. ومن أهم نشاطاته في مشهد رئاسة تحرير مجلة خراسان السنوية وصحيفة طوس.
أثناء الغزو الأنجلو سوفييتي لإيران، عندما استولت القوات السوفييتية على مشهد، نُفي عميد إلى طهران.
أمضى حسن عميد عقودًا من حياته في البحث المتمركز حول القواميس وعلم المعاجم. وقد ألف عدة قواميس فارسية في هذه السنوات، وأشهرها قاموس آمد. تُوفي في 10 أيلول 1979 م.